# Coussarea mapourioides
Coussarea mapourioides är en måreväxtart som beskrevs av Cornelis Eliza Bertus Bremekamp. Coussarea mapourioides ingår i släktet Coussarea och familjen måreväxter. Inga underarter finns listade i Catalogue of Life.